# Metro de Járkov
El Metro de Járkov (en ucraniano: Харківське метро) es el sistema de transporte subterráneo de la ciudad de Járkov,el sexto metro en la Unión Soviética después del metro de Moscú, Leningrado, Kiev, Tiflis y Bakú y el segundo de Ucrania. 
Su primera línea fue inaugurada el 23 de agosto de 1975 con 8 estaciones distribuidas en 10,4 km de línea. Sus cabeceras fueron las estaciones Ulitsa Sverdlova (calle Sverdlov) y Moskovsky Prospekt (avenida Moscú). Para el 2021, el metro consta de 3 líneas, 30 estaciones y una longitud de 38 km.
El gobierno de la ciudad planea la construcción de 11 estaciones para el año 2031.
La estación más profunda del metro de Járkov es Pushkinskaya (Pushkin), con 35 metros.

## Información general

### Infraestructura
El metro de Járkov entró en funcionamiento el 23 de agosto de 1975. La longitud operativa total de las líneas es de 38,45 kilómetros. Actualmente, el metro de Járkov tiene 30 estaciones distribuidas en tres líneas:
- Línea 1 - Jolodnogorsko - Zavodskaya (anteriormente Sverdolvsko-Zavodskaya).
- Línea 2 - Saltovskaya.
- Línea 3 - Alexeievskaya.

También se incluyen dos dépositos eléctricos (TCh-1 Moskovskoye y TCh-2 Saltovskoye). El tercer depósito (TCh-3 Alexeievskaya) se encuentra en construcción. 
El metro posee tres estaciones de intercambio. Las tres líneas actuales operan con trenes eléctricos compuestos por cinco coches.
Los colores en la tabla corresponden a los colores de las líneas del metro de Járkov.
| #      | Nombre                          | Fecha de inauguración | Longitud | Número de estaciones |
| ------ | ------------------------------- | --------------------- | -------- | -------------------- |
| Line 1 | Línea 1 Kholodnohirsko-Zavodska | 1975                  | 17.3 km  | 13                   |
| Line 2 | Línea 2 Saltivska               | 1984                  | 10.3 km  | 8                    |
| Line 3 | Línea 3 Oleksiivska             | 1995                  | 11.1 km  | 9                    |
| Total: | Total:                          | Total:                | 38.1 km  | 30                   |

### Tráfico de pasajeros y frecuencia
El metro de Járkov transportó 239,3 millones de pasajeros en 2012. El volumen medio de tráfico durante la semana es de unos 800 mil pasajeros. Esto supone el 45% del volumen total del tráfico urbano de pasajeros y para el transporte pagado, supone un 52%.
La frecuencia de los trenes durante la hora punta es de 2 a 3 minutos. En hora valle el tiempo es de 4 a 6 minutos. Después de las 20:00 la frecuencia aumenta a 10 minutos y después de las 22:00 a 18 minutos. El metro abre a las 05:30 y cierra a las 00:45. 

## Historia
Los planes iniciales para un sistema de tránsito rápido en Járkov fueron hechos cuando la ciudad era capital de la República Socialista Soviética de Ucrania. Sin embargo, después de que la capital fuese trasladada a Kiev en 1934 y de que Járkov sufriera una destrucción considerable durante la Segunda Guerra Mundial, el sistema de tránsito rápido fue sacado de la agenda. Para mediados de los años sesenta, el sistema de tránsito total existente se filtró también, y la construcción del metro comenzó en 1968. Siete años más tarde, el 23 de agosto de 1975, el primer segmento de ocho estaciones de 10.4 kilómetros fue puesto en uso. Según algunos, el metro no tiene las decoraciones hermosas y excesivas que poseen las estaciones típicas de los metros de Moscú y de San Petersburgo. Sin embargo, se considera uno de los mejores de mediados de los años setenta y uno de los construidos con un estilo más novedoso para la época.
Durante la invasión rusa de 2022, el metro de Járkov se convirtió en refugio de muchas familias.